# ギャルマト・ボグダン
ギャルマト・ボグダン（Gyarmath Bogdan、1968年12月30日 - ）は、ルーマニア・ブカレスト出身の東映アニメーション所属のプロデューサー。

## 略歴
ハンガリー人（マジャル人）の父、ルーマニア人の母を持つ二重国籍。首都ブカレストで生まれ育つ。幼少期に流入し始めた西側の文化に触れ、特に『カリメロ』『シンドバッドの冒険』などの日本のアニメに熱中するようになる。
ブカレスト大学で比較文化論を学び、1989年のルーマニア革命に参加、チャウシェスク政権を打倒。その後危険人物として当局にマークされ、国を追われることとなり、父の祖国ハンガリーに移住。ブダペスト大学で日本文化を学ぶ。
1992年春に留学生制度を利用し来日、千葉大学で大学院まで7年間日本文化や工芸を学ぶ。1998年にスポーツジャーナリストの小松成美と結婚。芸能プロダクションなどに勤務し、通訳や翻訳家を経て、2006年あるパーティーで出会った東映アニメーションの清水慎治に誘われアルバイトとして採用。何度も提出した企画が通り、2007年秋に『はたらキッズ マイハム組』としてテレビアニメ化された。2008年に東映アニメーションに正式入社。
日本語、ドイツ語、英語、フランス語などを7カ国語を話し、『映画 ハートキャッチプリキュア! 花の都でファッションショー…ですか!?』のパリでの現地取材では現場責任者として交渉に臨んでいる。

## プロデュース作品
- はたらキッズ マイハム組（テレビ朝日）
- マリー&ガリー（NHK教育）
- 映画 ハートキャッチプリキュア! 花の都でファッションショー…ですか!?
- 探検ドリランド（テレビ東京）
- BUDDHA2 手塚治虫のブッダ -終わりなき旅 [1]
- 暴れん坊力士!!松太郎（テレビ朝日）[2]
- 映画 プリキュアオールスターズ 春のカーニバル♪
- タイガーマスクW（テレビ朝日）

## 連載
- 「世界の常識を疑え」（『WiLL』）